# Ortalis vetula
La chachalaca oriental, chachalaca vetula, guacharaca norteña, chachalaca del golfo o chachalaca de vientre blanco (Ortalis vetula) es una especie de ave galliforme de la familia Cracidae (chachalacas). Mide entre 50 a 56 cm de longitud y pesa entre 430 y 800 g. Cabeza y cuello de esta chachalaca son color gris oscuro o negruzco, dorso y alas castaño oliváceo y cola negro verdoso con la punta blanca; está salpicada de plumas rojizas. Tiene pico negruzco y garganta roja. Su área de distribución va desde Texas y la vertiente del Golfo de México hasta las selvas costarricenses. Habita el bosque seco y sabana. La UICN2019-1 considera a la especie como de preocupación menor.

## Descripción

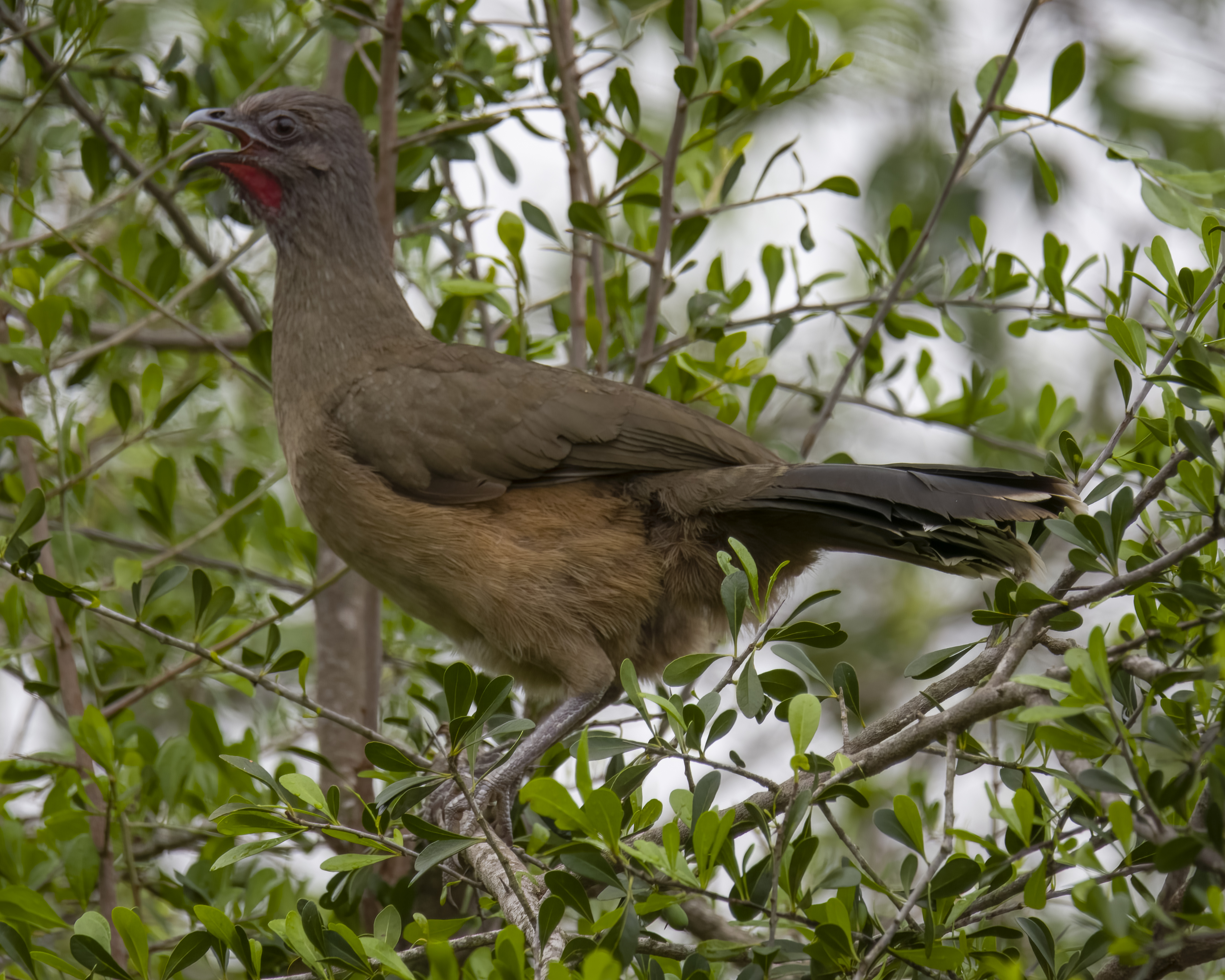
Una chachalaca vetula.

Mide de 50 a 56 cm de longitud y pesa entre 430 y 800 g. La cabeza y el cuello son grises oscuros o negruzcos. El plumaje del dorso y las alas es castaño oliváceo. La larga cola es de color negruzco verdoso, con la punta blanca. Tiene plumas de tonos rufos o rojizos en la base de la cola, en la rabadilla, en la parte superior de las patas, y en la punta de las alas. Presenta pico negruzco y garganta roja.

## Hábitat
Viven en grupos de hasta 15 individuos, en bosques secos o sabanas con arbustos, alimentándose, en los árboles y el suelo, de frutos, semillas y hojas. Anidan en los árboles y ponen hasta 4 huevos, que la hembra incuba por 25 días.

## Subespecies
Se conocen cuatro subespecies de Ortalis vetula:
- Ortalis vetula mccallii - del extremo sur de Texas al noreste de México (norte de Veracruz).
- Ortalis vetula vetula - del sudeste de México (sur de Veracruz) al noroeste de Costa Rica.
- Ortalis vetula pallidiventris - sudeste de México (norte de la península de Yucatán).
- Ortalis vetula deschauenseei - isla Utila (frente a la costa norte de Honduras).